# Microscopio solare

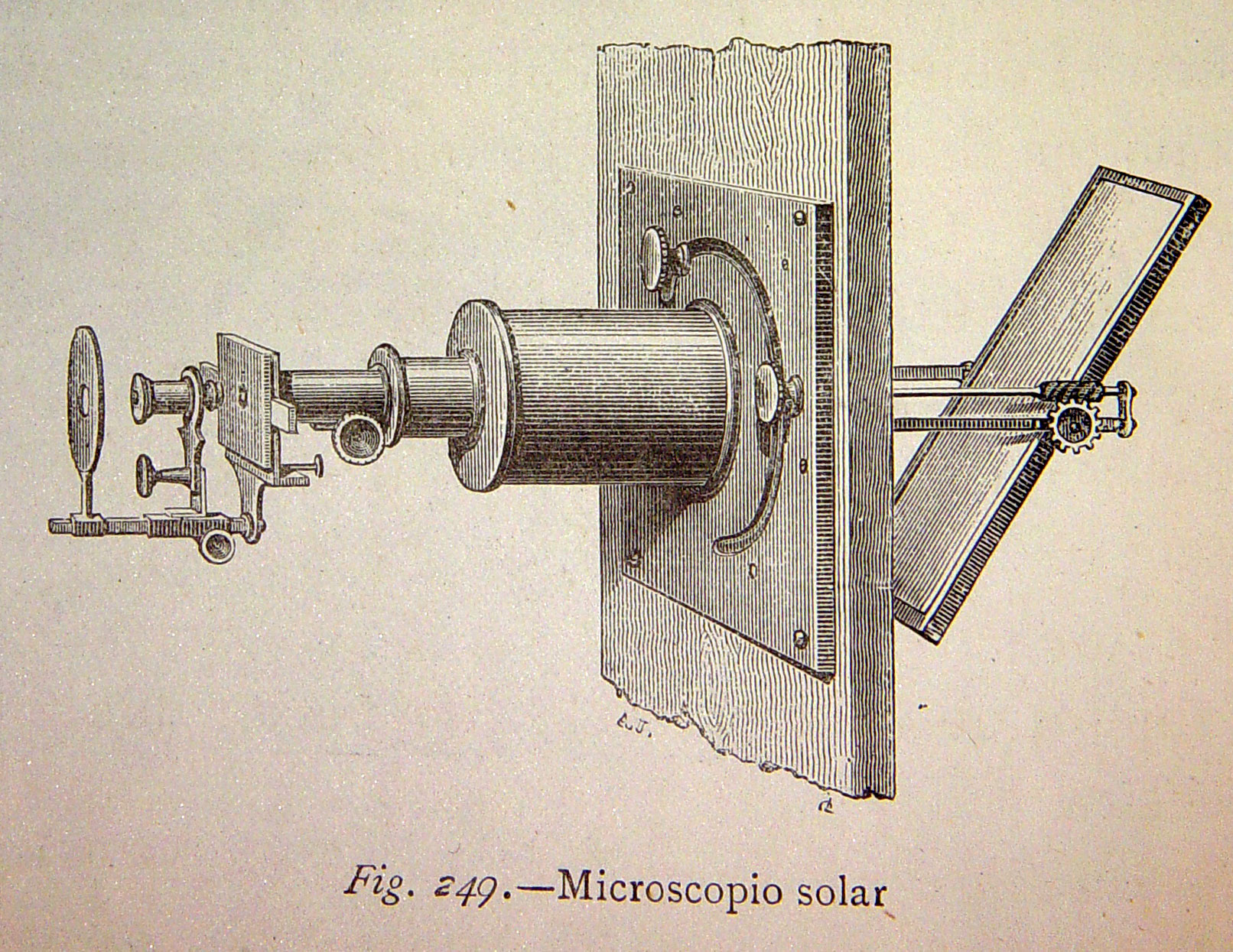
Esempio di microscopio solare

Un microscopio solare è un microscopio di proiezione che viene utilizzato all'interno di una stanza buia.

## Descrizione
La luce solare viene riflessa all'interno di una stanza buia con uno specchio posizionato al di fuori della stanza, su una lente convergente. La luce convogliata attraverso la lente cade sul preparato il quale, attraverso una lente o un sistema di lenti, viene proiettato su di uno schermo. Questo modo di funzionamento è simile più a quello di un proiettore di diapositive che a quello di un microscopio.
I primi esempi di microscopio solare risalgono al 1740 e riguardano i cataloghi di artigiani costruttori di strumenti. Essi furono molto diffusi nella seconda metà del XVIII secolo, mentre attorno alla metà del XIX secolo furono utilizzati per fotografare oggetti microscopici per scopi scientifici.

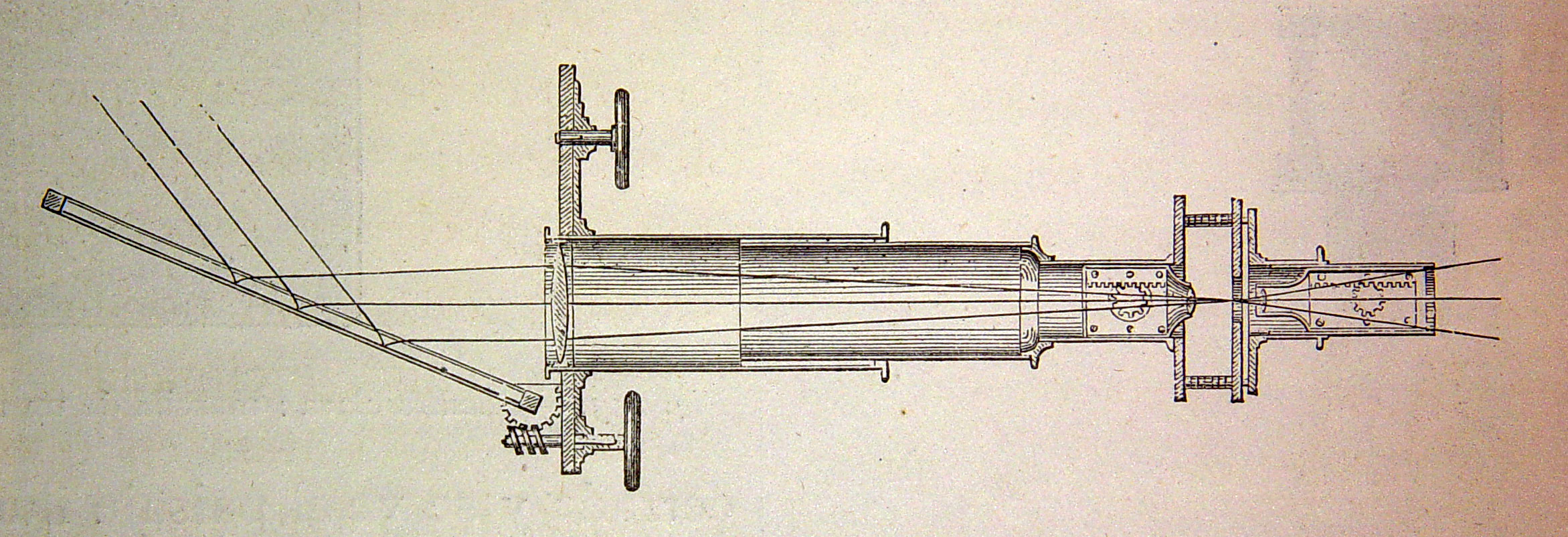
Ingresso dei raggi nel microscopio solare

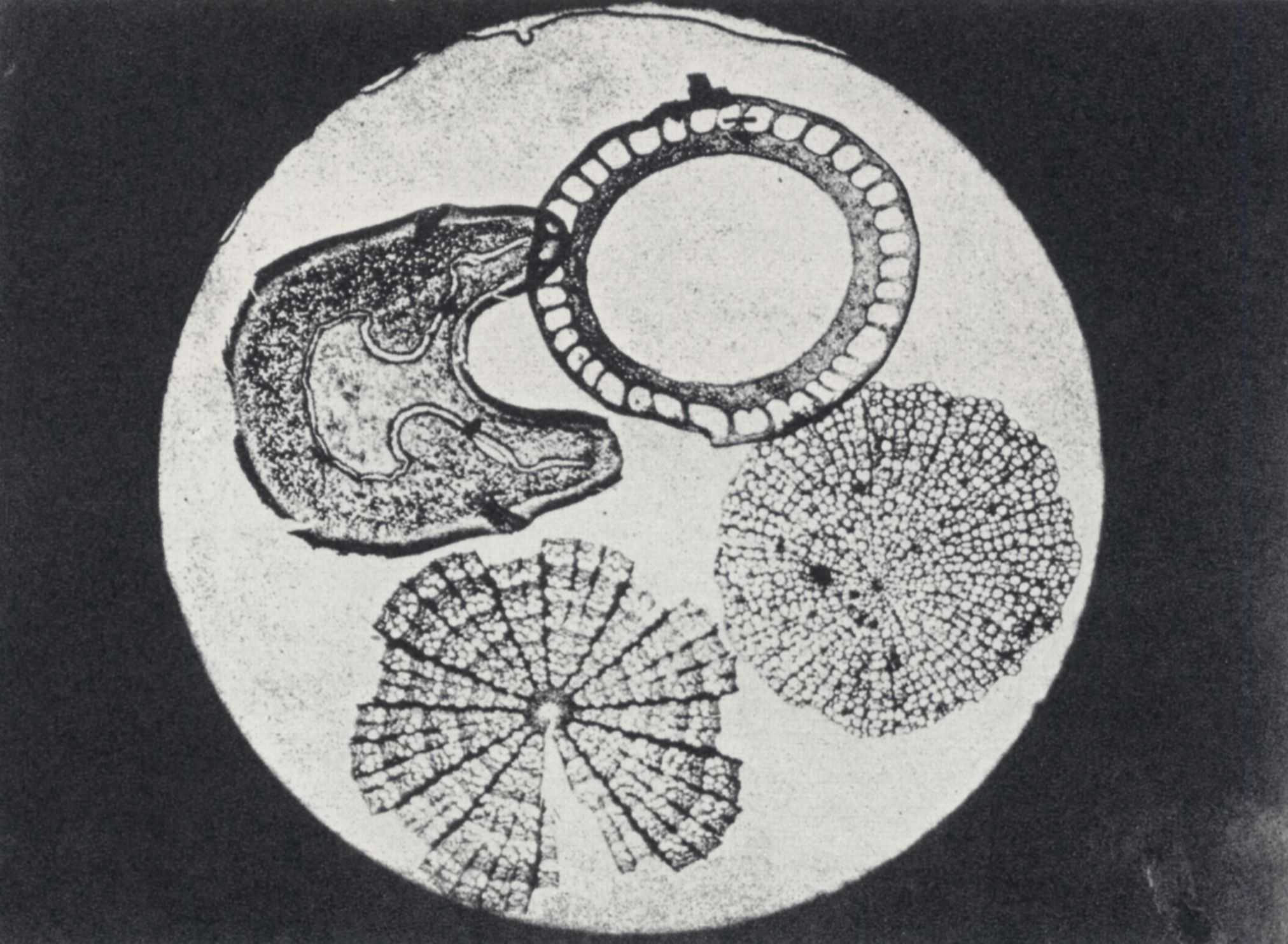
Una calotipia scattata nel 1841 con un microscopio solare